# 나이팅게일 (소프트웨어)
나이팅게일(Nightingale)은 송버드(Songbird) 미디어 플레이어 소스 코드를 기반으로 한 자유 오픈 소스 오디오 플레이어 및 웹 브라우저이다. 이와 같이 Nightingale의 엔진은 GStreamer 미디어 프레임 워크와 같은 라이브러리가있는 Mozilla XULRunner 와 미디어 태그 지정 및 재생 지원을 제공하는 libtag를 기반으로 한다. 리눅스에 대한 공식적인 지원이 2010년 4월에 Songbird에 의해 취소되었기 때문에, Songbird 커뮤니티의 멤버를 사용하는 프로젝트가 분기되어 생성되었다. 기본적으로 GPLv2에 따라 라이선스가 부여되었지만 자유롭게 배포할 수 없는 아트 워크가 포함된 Songbird와는 달리 나이팅게일은 GPLv2에서 라이선스가 부여 된 무료 소프트웨어이며 MPL 및 BSD 라이선스를 일부분으로해서 전체적으로 구성되었다.
나이팅게일은 2014년 이후로 새 릴리스를 보지 못했지만 중단된 프로그램으로 간주되지 않는다. 그러나 대부분의 나이팅게일 개발자는 더 이상 개발에 적극적으로 기여하지 못하고있다.

## 같이 보기
- 송버드